# 奈基-宙斯导弹
奈基-宙斯导弹（英語：Nike Zeus）曾是美国陆军在1950年代-1960年代早期装备的一款反弹道导弹（ABM）。主要用于应对假想敌苏联的弹道导弹威胁。导弹由贝尔实验室团队基于防空型奈基导弹研发，早期版本为奈基-宙斯A型，后续迭代升级为B型。